# Jürgen von Lengerken
Jürgen von Lengerken var född i september 1603 i Kiel samt död 17 jul 1655 i Göteborg.. Jürgen var köpman, rådsherre i Göteborg från 1647, föreståndare för Tyska kyrkan 1634, samt stor fastighetsägare i Göteborg. Han förekommer flitigt i handlingar rörande domstolsfrågor under stor del av mitten på 1600-talet.

## Familj
Jürgen von Lengerkens far var Heinrich von Lengerken (1566–1639) och mor Maria Fochen (1580–1603). Jürgen var döpt till Georg men har senare tagit urfaderns namn (farfars far) Ratsherr Jürgen (Georg) von Lengerken, 1505–1549, Osnabrück. Den förste Lengerken är Henrico de Lengerike, nämnd 1257 av Biskop Bruno den I i Osnabrück.
Jürgen flyttade från Kiel och kom till Nya Lödöse 14 juli 1619 som handelsbetjänt hos Carsten Nilsson. Senare flyttade han till den lilla nya orten Göteborg och blev snart en av de mer kända profilerna. Han gifte sig med Cecilia Krakow ('Cecilia Krakau') 22 augusti 1630 och senast då flyttade han till Göteborg. I och med äktenskapet fick han också släktskap med svågern tullmästaren/tolagsskrivaren och bryggmästaren Johan Casparsson Poppelman och svägerskan Catharina Krakow samt bryggmästaren och svågern Hans Krakow. Cecilia, Catharina och Hans var alla barn till det kända paret Mårten Krakow och Emerentia Pauli som båda har gator uppkallade efter sig i Göteborg efter sina bravader på Gullbergs fästning 1612.
Tillsammans med Cecilia fick han barnen 
- Henrik von Lengerken. Född omkring 1633 [5]. Död före 4 november 1679.
- Mårten/Martin von Lengerken. Född omkring 1635. Död efter 1666 i Minden, Tyskland
- Mariana von Lengerken. Född 31 januari 1635. Död 3 januari 1679 i Göteborg domkapitel [6].

Han var även styvfar till en son i Cecilias tidigare äktenskap med Barthold (Bartolomeus) Gertzen - en mycket känd styvson i Göteborgs historia, och så småningom adlad:
- Gerhard Leijoncrantz. Före adlandet bar han styvfaderns namn Lengerken. År 1677 efterträdde Gerhard han sin svärfader Israel Norfelt som burggreve i Göteborg.[1]

## Tomtägare
Senast vid giftermålet med Cecilia innehade han enligt mantalslängderna 1637–1641 tomten 5:41 i nuvarande kvarter Kommerserådet. Han hyrde sedan ut den till major Anders Dönn 1641–1644. Jürgen förekommer som ägare vid ett av ett flertal tomter i Olga Dahls Göteborgs Tomtägare 1637–1807 .
Han tilldelades bland annat en tomt vid Stora torget (där Börshuset nu ligger). Därefter står Johan Casparsson Poppelman som ägare till 5:41. Änkan Trina ("Johan Caspars enka") Catharina Krakow/Krakau samt Johan är mantalsskrivna där.

## Verksamhet
Jürgen tjänstgjorde som rådman från 1 januari 1647 till 31 december 1650. Han förekommer flitigt under diverse domsutsagor från Göteborg domstol.
Före denna tid hade han dock lite problem med myndigheterna som köpman. Det sägs bland annat att Jürgen von Lengerken 1637 kom i konflikt med myndigheterna på grund av kopparpenningar, som han utskeppat och ”gjort underslev med”. De ”blifwa konfiskerade men böterna och hans arresterade varor skänkes hans svärmoder” (Emerentia Pauli) enligt Kungl. Maj:ts beslut 16.1.1637. Ett dekret den 1 maj 1626 av Gustaf Adolf stadgade strängt förbud mot kopparmyntets utförande ur riket. – Hur det nu kom sig kom det ett kontrabeslut mot januaribeslutet enligt regeringsbrev 23 november 1637 – det bestämdes nu, att Jörgen von Lengerkens och Mauritz Kocks konfiskerade gods och penningar skulle skänkas till svenska kyrkan.